# Le Tigre (álbum)
Le Tigre é o álbum de estreia da banda feminista nova-iorquina de electro Le Tigre, lançado em 26 de outubro de 1999.
A faixa "Deceptacon" faz parte do filme norueguês Reprise de 2006.
O álbum é citado no livro 1001 discos para ouvir antes de morrer.

## Faixas
1. "Deceptacon" – 3:04
2. "Hot Topic" – 3:44
3. "What's Yr Take On Cassavetes?" – 2:22
4. "The The Empty" – 2:04
5. "Phanta" – 3:14
6. "Eau d'Bedroom Dancing" – 2:55
7. "Let's Run" – 2:34
8. "My My Metrocard" – 3:07
9. "Friendship Station" – 2:48
10. "Slideshow At Free University"
11. "Dude, Yr So Crazy!" – 3:26
12. "Les and Ray" – 2:06

Faixas bónus na reedição de 2004
1. "Hot Topic" (BBC Evening Session)
2. "Deceptacon" (BBC Evening Session)
3. "The The Empty" (BBC Evening Session)
4. "Sweetie" (BBC Evening Session)

Faixas bónus na edição Japonesa
1. "Hot Topic" (41 Small Stars remix)
2. "They Want Us To Make A Symphony Out Of The Sound Of Women Swallowing Their Own Tongues"
3. "Yr Critique"